# Серпень 2016
Серпень 2016 — восьмий місяць 2016 року, що розпочався в понеділок 1 серпня та закінчився в середу 31 серпня.

## Події
- 1 серпня
  - За даними Мінагрополітики, насіння соняшника було найприбутковішою аграрною продукцією України 2015 року з рентабельністю 80,5 % [1]
- 2 серпня
  - Уперше за 75 років в Росії на Ямалі зафіксовано спалах сибірки. Від хвороби померла одна дитина, діагноз підтвердився у 20 осіб, до лікарень з підозрою на захворювання госпіталізовано 90 осіб; загинуло 2,3 тис. оленів.[2]
  - Хакери вкрали 119756 біткойнів (~70 млн $) із гонконгської біржі Bitfinex, яка лише рік тому спільно з BitGo[en] втілила мультипідпис 2 із 3 схему автентифікації [3] [4] [5] [6]
- 3 серпня
  - Президент України Петро Порошенко розпочав офіційний візит до Малайзії[7].
  - Мер Києва Віталій Кличко підписав рішення міської ради про перейменування Московського проспекту на проспект Степана Бандери[8].
- 4 серпня
  - Відкрито молекулярний механізм геліотропізму молодого соняшника та орієнтації квіток після зацвітання на схід [9] [10] [11] [12]
  - Закінчилася місія першого китайського місяцеходу Юйту, що пропрацював 2,5 року замість запланованих 3 місяців[13].
  - «Укроборонпром» відправив третю партію танків «Оплот-Т» до Таїланду[14] [15].
- 5 серпня
  - Відкриття літніх Олімпійських ігор у Бразилії, що триватимуть до 21 серпня.
  - Президент України Петро Порошенко розпочав офіційний візит до Індонезії[16].
- 6 серпня
  - Від тропічного шторму Ерл[en], що вирував 2-6 серпня над Центральною Америкою, в Мексиці загинуло понад 50 людей[17].
  - У ході Громадянської війни в Сирії широка коаліція антиурядових сил здобули контроль над стратегічними військовими позиціями в місті Алеппо. Таким чином, вдалося прорвати облогу міста[18].
- 7 серпня
  - «Стрілянина на півночі Криму» — початок провокації-інсценування спецслужб РФ для звинувачення України в «тероризмі» та «агресії»[19].
  - На Донеччині стався землетрус магнітудою 4,6 бала. Епіцентр землетрусу був розташований у 78 км на південь від Донецька і у 21 км на північ від смт Старий Крим Маріупольського району.[20]
  - Міжнародний параолімпійський комітет ухвалив рішення усунути збірну Росії від Паралімпійських ігор у Ріо-де-Жанейро на підставі доповіді Всесвітнього антидопінгового агентства[21].
  - Понад 60 % виборців на референдумі підтримали Конституцію Таїланду, написану військовою хунтою за схемою керованої демократії[22] [23].
- 8 серпня
  - У повенях в Македонії загинула 21 людина.
  - Понад 90 осіб були застрелені силами безпеки в ході протестів в Ефіопії на вихідних (6-7 серпня). Люди вийшли на демонстрації на знак протесту проти планів влади реквізувати їх землі.[24]
  - Понад 70 людей загинуло та понад 160 отримали поранення в результату терористичного акту — вибуху бомби в лікарняному комплексі в місті Кветта на південному заході Пакистану[25].
- 9 серпня
  - Еліна Світоліна перемогла першу ракетку світу Серену Вільямс у двох сетах [26]
  - У Суперкубку УЄФА переміг іспанський «Реал Мадрид», здолавши «Севілью».
- 10 серпня
  - ФСБ Росії заявила про затримання «групи громадян України», які нібито готували теракти в окупованому Криму, об'єктами яких були критично важливі елементи інфраструктури і життєзабезпечення півострова, а також про загибель одного співробітника ФСБ під час перестрілки[27]. Володимир Путін заявив, що Україна переходить до терору[28]. Петро Порошенко відкинув усі звинувачення, заявивши, що «ці фантазії — лише привід для чергових військових погроз на адресу України»[29].
- 11 серпня
  - Рада Безпеки ООН провела закрите засідання щодо російських провокацій у Криму, на якому підтвердила позицію щодо територіальної цілісності України, її не підтримала лише РФ.[30].
- 14 серпня
  - Майкл Фелпс став 23-разовим олімпійським чемпіоном, здобувши п'ять золотих медалей у плаванні на Олімпійських іграх у Ріо.
  - Компанія SpaceX успішно запустила за допомогою ракети-носія Falcon 9 на геостаціонарну орбіту японський супутник зв'язку JCSAT-16[31].
- 15 серпня
  - Енді Маррей став першим в історії тенісу дворазовим олімпійським чемпіоном в одиночному розряді.
  - В Україні Національне агентство з питань запобігання корупції оголосило про запуск системи електронного декларування, не зважаючи на недоліки в програмному забезпеченні[32].
  - Едгара Лунгу переобрано президентом Замбії[33].
- 16 серпня
  - Гімнаст Олег Верняєв завоював першу для України золоту медаль на Олімпійських іграх у Ріо[34].
  - Китай запустив перший у світі супутник квантового зв'язку Мо-цзи[35].
  - У Великій Британії здійснено перший політ найбільшого у світі гібридного дирижаблю Airlander 10[36].
- 17 серпня
  - Через масштабні лісові пожежі в Каліфорнії (США) евакуйовано понад 80 тис. осіб, у графстві Сан-Бернардіно оголошено надзвичайний стан[37].
- 18 серпня
  - Веслувальник-каноїст Юрій Чебан завоював другу для України золоту медаль на Олімпійських іграх у Ріо-де-Жанейро[38].
- 19 серпня
  - У Харкові Президент України Петро Порошенко урочисто відкрив 30-ту станцію метрополітену — «Перемога»[39].
- 20 серпня
  - У Туреччині у м. Газіантеп під час весілля терорист-смертник здійснив вибух, від якого загинуло 50 осіб та було поранено понад 90. Влада підозрює в організації злочину Робітничу партію Курдистану або «Ісламську Державу»[40].
  - В Українському домі, Київ, відбулося відкриття дводенного VI Всесвітнього форуму Українців[41].
- 21 серпня
  - Завершення Літніх Олімпійських ігор у Бразилії. За її результатами найбільше медалей — 121 завоювали спортсмени США, українська збірна з 11 медалями — на 31-му місці.[42]
- 23 серпня
  - Спортивний арбітражний суд (CAS) не допустив російську збірну до участі в літніх Паралімпійських іграх 2016[43].
  - Вірменський суд визнав Валерія Пермякова винним у вбивстві сім'ї з семи людей у 2015, а також розбійному нападі і спробі перетину кордону[44].
- 24 серпня
  - У Великій Британії зазнало аварії найбільше у світі повітряне судно — гібридний дирижабль Airlander 10[45]
  - В Італії стався землетрус з магнітудою поштовхів 6,3 балів; наявні руйнування та людські жертви[46].
  - Збройні сили Туреччини спільно із ВПС коаліції розпочали наземну операцію «Щит Євфрату» на півночі Сирії проти терористичної організації ІДІЛ[47].
  - В Україні відбулося святкування 25-ї річниці з нагоди проголошення незалежності. У Києві пройшов військовий парад[48].
- 25 серпня
  - Президент Росії Володимир Путін оголосив раптову перевірка боєздатності збройних сил Росії із залученням близько 100 тисяч військовослужбовців, у тому числі поблизу кордонів України[49]. У Пентагоні заявили, що Росія використовує навчання збройних сил, щоб приховати розгортання військ в Україні[50].
  - У зоні, придатній для життя, найближчої до Сонця зірки відкрита екзопланета[51].
  - Уряд Колумбії та повстанське угрупування ФАРК підписали мирну угоду, яка повинна покласти край 50-літньому протистоянню — одному з найтриваліших в історії конфліктів[52]
- 26 серпня
  - Унаслідок вибуху замінованого автомобіля біля контрольно-пропускного пункту в південно-східній турецькій провінції Ширнак загинуло 11 поліцейських та поранено більше 70 людей[53].
  - Вантажний корабель «SpaceX CRS-9», що пробув на Міжнародній космічній станції більше місяця, повернувся на Землю та доставив понад 1 тону вантажів для НАСА. Серед вантажу — наукові і технологічні зразки[54].
  - У Стамбулі вікрито третій міст через Босфор, який став найширшим та найвищим мостом у світі[55].
- 28 серпня
  - Українська студія GloriaFX отримала премію MTV Video Music Award за спецефекти до кліпу Up & Up гурту Coldplay[56].
- 29 серпня
  - У результаті нападу з використанням начиненого вибухівкою автомобіля на армійський тренувальний табір в єменському місті Аден загинули щонайменше 60 осіб. Відповідальність за теракт взяла на себе «Ісламська держава»[57].
- 30 серпня
  - ДП «Антонов» підписав контракт із китайською компанією AICC щодо добудови другої «Мрії» і фінансування випуску 25 Ан-178[58][59].
  - Єврокомісія заявила, що Ірландія надала корпорації Apple необґрунтовані податкові пільги на суму до 13 мільярдів євро, і ця країна повинна їх витребувати[60].
- 31 серпня
  - Відкриття 73-го Венеційського міжнародного кінофестивалю.
  - Сенат Бразилії оголосив імпічмент Президенту Ділмі Русеф без права займатися політикою до кінця 2027 року[61].